# Групові гірничі виробки
Гірничі виробки групові, (рос. выработки горные групповые, англ. mine groupworking, нім. gruppen Grubenbaue) — підземні виробки, що обслуговують розробку декількох пластів, жил та ін., а також поверхів, дільниць (на концентраційному горизонті).